# C16H20N2O2
化学式C16H20N2O2（摩尔质量：272.348 g/mol）可以指：
- 4-AcO-MALT，CAS号：2711006-97-0
- TV-3326（Ladostigil），CAS号：209394-27-4

|  | 这个同类索引页列出了具有相同分子式的化学物（即同分異構體）条目。 除非您是有意链接至本页，否则应将相应条目的内部链接指向正确的条目。 |